# Probles
Probles is een geslacht van gewone sluipwespen (Ichneumonidae). De wetenschappelijke naam van het geslacht werd voor het eerst geldig gepubliceerd door Förster in 1869.

## Soorten
De volgende soorten zijn bij het geslacht ingedeeld:
- Probles anatolicus
- Probles antennalis
- Probles brevicauda
- Probles brevicornis
- Probles brevivalvis
- Probles brevivalvus
- Probles canariensis
- Probles carpathicus
- Probles caudiculatus
- Probles clavicornis
- Probles crassipes
- Probles curvicauda
- Probles erythrostomus
- Probles exilis
- Probles extensor
- Probles flavipes
- Probles gilvipes
- Probles kasparyator
- Probles kotenkoi
- Probles kunashiricus
- Probles longicaudator
- Probles longisetosus
- Probles lucidus
- Probles marginatus
- Probles maturus
- Probles microcephalus
- Probles montanus
- Probles neoversutus
- Probles nigriventris
- Probles papuaensis Khalaim & Villemant. 2019[2]
- Probles punctatus
- Probles pygmaeus
- Probles rarus
- Probles ruficornis
- Probles rufipes
- Probles sibiricus
- Probles temporalis
- Probles temulentus
- Probles tenuicornis
- Probles thomsoni
- Probles truncorum
- Probles versutus
- Probles xanthopus